# Robson Dutra
Robson Dutra da Silva (Campina Grande, 12 de outubro de 1957) é um advogado e político brasileiro, que exerceu 2 mandatos como vereador entre 1983 e 1992 e outros 2 como deputado estadual pela Paraíba entre 1995 e 2003. É atualmente filiado ao Podemos.

## Carreira política
Sua primeira eleição foi em 1982, quando foi candidato a vereador pelo PDS. Com 1.362 votos, foi o 11º candidato mais votado entre os eleitos. Em 1986, concorreu a deputado estadual, recebendo 7.980 votos e ficando como suplente.
Em 1988, pelo PMDB, reelegeu-se com a quinta maior votação (1.944 votos). Voltaria a disputar uma vaga na Assembleia Legislativa em 1990, novamente sem sucesso: teve 6.984 sufrágios e terminou novamente na suplência de sua coligação.
Não concorreu à reeleição em 1992, voltando à política 2 anos depois, quando foi eleito deputado estadual com 17.608 votos (1,5% do total), e em 1998, recebeu 28.878 votos, obtendo um novo mandato. Não conseguiu permanecer na "Casa Presidente Epitácio Pessoa" em 2002, apesar da boa votação que recebeu (18.298), ficando como suplente.
Pelo PPS (atual Cidadania), Robson Dutra tentou voltar à ALPB em 2006, mas não conseguiu se eleger, obtendo 9.884 votos. Em 2010, então no PSL, concorre novamente a deputado estadual, tendo recebido 5.758 sufrágios do eleitorado paraibano, suficientes para mais uma suplência.
Ausente da eleição de 2014, voltou em 2018 como candidato a uma vaga na Assembleia Legislativa pelo PROS. Com apenas 2.827 votos, teve seu pior desempenho em eleições estaduais.
Em fevereiro de 2020, Robson Dutra anunciou que seria candidato a vereador em Campina Grande pelo Podemos. Sua candidatura foi indeferida pelo Tribunal Regional Eleitoral da Paraíba em outubro após denúncia do Ministério Público Federal, uma vez que as contas foram reprovadas pelo Tribunal de Contas da União quando o ex-deputado era secretário municipal. Os advogados de Robson argumentaram que o próprio MPF mandou arquivar o processo. 
O juiz do TRE-PB, Alexandre Trineto, manteve o indeferimento do registro da candidatura por 4 votos a 1, porém Robson Dutra ainda obteve 1.116 votos, que lhe garantiam uma vaga como suplente.

## Fora da política
Além de ter sido deputado estadual e vereador, Robson Dutra foi um dos fundadores do Hospital Memorial Rubens Dutra Segundo (nome de seu pai), considerado referência no tratamento de câncer em Campina Grande, que fechou as portas em 2017 por falta de recursos.